# زمین‌لرزه ۱۳۷۵ اردبیل
زمین‌لرزه اردبیل در تاریخ ‎۱۰ اسفند ۱۳۷۵ (۲۸ فوریه ۱۹۹۷ میلادی) ساعت ۱۲:۵۷:۱۸ به زمان یوتی‌سی در اردبیل شهر نیر رخ داد. ژرفای این زلزله ۱۰ کیلومتر بود، و بزرگی آن ۶٫۱ در مقیاس Mw اعلام شده‌است. زمین‌لرزه به وقت محلی در روز جمعه، ساعت ۱۶:۲۷:۱۸ روی داده و منطقه زمانی آن یوتی‌سی +۳٫۵ بوده‌است.
این زمین لرزه باعث تخریب کامل منازل و تأسیسات زیربنایی تعداد ۱۳۶ روستا در نیر و هیر و روستای سرعین و همچنین حدود ۱۴۰ روستا هم در شهرستان‌های اردبیل، گرمی مغان، مشگین‌شهر، سرعین و نیر دچار آسیب شدند. در حدود ۱۰ هزار راس احشام نیز در این حادثه کشته شده‌اند.
شدت زمین لرزه به حدی بود که در اکثر شهرهای استان‌های اردبیل، آذربایجان شرقی و غربی، استان گیلان و زنجان احساس شد و در شهر اردبیل باعث وحشت مردم شد.
سازمان زمین‌شناسی آمریکا نیز رومرکز این زمین‌لرزه را در مختصات ۳۸°۰۴′۳۰″شمالی ۴۸°۰۳′۰۰″شرقی / ۳۸٫۰۷۵°شمالی ۴۸٫۰۵°شرقی و ژرفای آن را در ۱۰ کیلومتر گزارش کرده‌است. بزرگی برگزیدهٔ این سازمان از میان بزرگیهای محاسبه‌شدهٔ مختلف ۶٫۱ در مقیاس Mw بوده و از دید اثر، در میان چهار دسته‌بندی «نامحسوس»، «محسوس»، «زیان‌آور» یا «با تلفات»، زلزله را «با تلفات» اعلام کرده‌است.
پروژهٔ «تنسور گشتاور مرکزوار» زاویه‌های (راستا، شیب، ریک) گسل سازندهٔ زمین‌لرزه و صفحه عمود بر آن را (°۱۸۴، °۵۷، °۱۵-) یا (°۲۸۳، °۷۷، °۱۴۶-) و نوع گسل را«امتدادلغز» فرارسانده‌است.
شمار کشتگان زلزله حدود ۱۱۰۰ نفر بوده‌است. تعداد زخمیان ۲۶۰۰ نفر برآورده شده‌است. بی‌خانمان شدگان نیز ۳۶۰۰۰ نفر اعلام شده‌است.
خانه‌های خشتی و گلی اطراف اردبیل تاب تحمل زمین لرزه ۶٫۱ ریشتری را نداشتند و به شعاع ۳۵ کیلومتر تمام روستاهای اطراف مرکز زمین لرزه کامل تخریب شده‌اند.